# Petite réflexion sur le culte moderne des dieux faitiches
Petite réflexion sur le culte moderne des dieux faitiches est un essai du sociologue des sciences français Bruno Latour paru en 1996 aux Éditions Synthélabo, Les Empêcheurs de penser en rond.
Ce petit ouvrage est issu d'une enquête de trois mois avec Tobie Nathan et son équipe de consultants en ethnopsychiatrie à Saint Denis, au Centre Georges-Devereux. À la demande d'Isabelle Stengers, Latour présente cette expérience dans le séminaire de sa collègue belge qui l'invite à en mesurer l'effet sur l'anthropologie des sciences qu'il a mise au point depuis ses premiers travaux. C'est cette présentation qui fait l'objet de la seconde partie du livre, la première étant consacrée à un retour sur les positions de l'auteur concernant les faits et les fétiches dont il observe qu'ils ont la même étymologie.
L'auteur propose une comparaison à partir de la notion de croyance, se demandant s'il est possible de ne pas croire ni à la raison, ni à la croyance, tout en respectant les fétiches et les faits. C'est-à-dire en évitant la posture iconoclaste du moderne (cf. Nous n'avons jamais été modernes), du critique qui, croyant en la raison, se permet de condamner d'autres croyances.
Cette réflexion se poursuit dans Pandora's hope (1999). Le titre fait écho à Charles de Brosses (Du culte des dieux fétiches ou Parallèle de l'ancienne Religion de l'Égypte avec la Religion actuelle de Nigritie, Paris, 1760).

## Édition
- Petite réflexion sur le culte moderne des dieux faitiches, Paris, Éditions Synthélabo, « Les empêcheurs de penser en rond », 1996.  (ISBN 2-908602-76-8)

## Vidéo
- Entretien avec Bruno Latour, à propos du concept de faitiche, "UFO en folies" documentaire vidéo d'Alessandro Mercuri et Haijun Park (18 min), 2011, diffusé sur ParisLike [archive]